# Římskokatolická farnost Čermná
Římskokatolická farnost Čermná (lat. Laikersdorfium) je církevní správní jednotka sdružující římské katolíky na území vesnice Čermná a v jejím okolí. Organizačně spadá do ústeckého vikariátu, který je jedním z 10 vikariátů litoměřické diecéze.

## Historie farnosti

### Středověká farnost
Farnost (plebánie) zde vznikla již ve 14. století. První písemná zmínka o farní lokalitě Čermná pochází z roku 1364, kdy jistý Bernard z Čermné byl patronem kostela asi do roku 1377. Obec Čermná se v té době v pramenech objevuje pod latinským názvem, který v českém překladu znamená Ludigardova ves, a z něhož se vyvinul německý název obce Leukersdorf, zatímco český název Čermná bývá odvozován od Červené studnice, čímž je patrně míněn silný pramen, který vyvěral pod stavením poblíž současného kostela a byl již zmíněný právě v roce 1169 jako Červený potok protékající obcí. Z pozdějších držitelů tvrze v Čermné z řad drobné šlechty jsou připomínáni v letech 1383–1389 Jan, Bernard a Ota z Čermné. V letech 1405–1409 pak Buda Brach a v letech 1418–1427 Jan Puškař z Kozojed. Další zpráva o tvrzi v Čermné pochází až z roku 1544 v soupisu příslušenství hradu Blanska, k němuž Čermná náležela od roku 1526, kdy je ovšem uváděna jako již pustá. Rychtářský statek čp. 1 byl sídlem dědičné rychty – prvním doloženým rychtářem v tomto čísle byl k roku 1520 Nicolaus Püschel. Pořadí rychtářů je pak známo od roku 1617, přičemž dědičně tuto funkci hluboko do 19. století držel rod Güttlerů.
Místní kostel sv. Mikuláše nad Červeným potokem tedy musel vzniknout již před rokem 1364. V roce 1395 byly Čermná a Lipová propojeny v jedno farní beneficium a k témuž roku je zmíněn první doložený farář Leonardus (Linhart). K roku 1559 Günther z Bynova, držitel Blanska, uvedl na zdejší faru protestantského faráře, ale o tři roky později mu císař Ferdinand I. nařídil, aby přijal faráře jmenovaného kapitulou. Ovšem z dalších dokladů vyplývá, že protestantští duchovní setrvávali v místě stabilně až do třicetileté války. Po třicetileté válce se farnost Čermná stala dlouhodobě součástí římskokatolické farnosti Žežice.

### Farnost po třicetileté válce
Od roku 1664 jsou vedeny matriky. Nově byla farnost kanonicky ustanovena v roce 1858, do té doby byla administrována z farnosti Žežice.

### Duchovní správci
Začátek působnosti jmenovaného v duchovní správě farnosti od:
- 1793 cap. exp. Ignat. Bartl
- 1799 cap. exp. Franc. Siegert
- 1803 cap. exp. Franc. Serich, n. 8. 9. 1775 Keicens. o. 3. 9. 1801
- 1824 cap. exp. Anton. Horn, n. 28. 2. 1792 Most, o. 9. 9. 1814
- 1830 cap. exp. Car. Packert, n. 21. 5. 1801 Lípa, o. 4. 9. 1827
- 1832 cap. exp. Jos. Hamann, n. 9. 11. 1791 Jablonné, o. 11. 8. 1815
- 1846 cap. exp. Laurent. Krogner, n. 10. 8. 1801 Schiesglokens., o. 23. 8. 1825
- 1856 cap. exp. Franc. Hoppe, n. 15. 10. 1819 Žitenice, o. 25. 7. 1845
- 1857 cap. exp. Anton. Kliemt, n. 13. 3. 1826 Schandaens., o. 25. 7. 1850
- 1859 proto. par. (prvofarář) Anton. Kliemt, n. 13. 3. 1826 Schandaens., o. 25. 7. 1850, † 12. 2. 1894
- 1888 Anton. Sekker, n. 23. 12. 1851 Střischowitz, o. 14. 7. 1877, † 15. 3. 1931
- 1893 Rob. Heide, n. 26.10.1844 Henneberg, o. 25. 7. 1868, † 27. 8. 1914
- 1900 par. vacat adm. interc. Joann. Vacek, n. 7.7.1868, o. 2.7.1893
- 1901 Vincent. Egert, n. 14. 5. 1862 Olešnice, o. 22. 5. 1887, † 25. 4. 1936
- 1904 par. vacat adm. int. Jos. Janeček, n. 18. 12. 1869 o. 17. 7. 1894
- 1905 Jos. Janeček, n. 18. 12. 1869 Turnov, o. 17. 7. 1894
- 1908 Victor. Pinkava, n. 21. 7. 1868 Litovel, o. 17. 7. 1892
- 1924 Godefr. Tengel, n. 22. 3. 1884 Trübau (Mor.), o. 11. 7. 1909, † 17. 1. 1940
- 1937 par. vacat, adm. int. exc. Jos. Plescher, n. 20. 10. 1882 o. 17. 7. 1910
- 1938 Franc. Wildner, n. 12. 3. 1891 Raspenau, o. 5. 7. 1914, † 20. 12. 1942
- 1. 4. 1943 Ioann. Pilz, n. 30. 9. 1914 Georgswalde, o. 27. 6. 1937
- 20. 9. 1946 Franc. Eiselt
- 27. 9. 1946 Karel Kvítek
- 23. 7. 1948 Ludov. Matěj Urbánek
- 1. 7. 1952 Jan Pohl
- 24. 11. 1961 Antonín Mikel
- 15. 3. 1964 Benno Rössler
- 15. 2. 1978 Jiří Kabát, CSsR., admin. exc. z Jílového u Děčína
- 1. 7. 1988 Milan Matfiak
- 1. 11. 1989 Jan Bahník
- 1. 11. 1990 František Jirásek
- 15. 8. 1991 Viktor Maretta
- 1. 2. 1992 Antonín Sporer
- 1. 7. 1999 Pavel Jančík
- 1. 7. 2002 Miroslav Šimáček, admin. exc. z Ústí nad Labem
- 15. 7. 2025 Martin Davídek, admin. exc. z Ústí nad Labem[4]

Kromě kněží stojících v čele farnosti, působili ve farnosti v průběhu její historie i jiní kněží. Většinou pracovali jako farní vikáři, kaplani, katecheté, výpomocní duchovní aj.

## Území farnosti
Do farnosti náleží území těchto obcí:
- Čermná (Leukersdorf[p 2])
- Lipová (Spansdorf[p 2])
- Mnichov (München[p 2])
- Slavošov (Slabisch[p 2])

## Římskokatolické sakrální stavby a místa kultu na území farnosti
| | Fotografie | Stavba              | Místo   | Bohoslužby                      | Zeměpisné souřadnice            | Status          | Číslo kulturní památky                      |
| Kostely | Kostely    | Kostely             | Kostely | Kostely                         | Kostely                         | Kostely         | Kostely                                     |
| --- | ---------- | ------------------- | ------- | ------------------------------- | ------------------------------- | --------------- | ------------------------------------------- |
| 1. |            | Kostel sv. Mikuláše | Čermná  | bližší informace o bohoslužbách | 50°44′25″ s. š., 14°5′2″ v. d.  | farní kostel    | 102693 (Pk•MIS•Sez•Obr•WD) (Q24282810)      |
| 2. |            | Kostel sv. Martina  | Lipová  | bližší informace o bohoslužbách | 50°42′59″ s. š., 14°5′18″ v. d. | filiální kostel | 42338/5-203 (Pk•MIS•Sez•Obr•WD) (Q25106971) |
| Některé drobné sakrální stavby a pamětihodnosti lze dohledat zde v databázi Drobné sakrální památky Zaniklé sakrální stavby lze dohledat zde v databázi Poškozené a zničené kostely, kaple a synagogy v České republice |            |                     |         |                                 |                                 |                 |                                             |

Ve farnosti se mohou nacházet i další drobné sakrální stavby, místa římskokatolického kultu a pamětihodnosti, které neobsahuje tato tabulka.

## Příslušnost k farnímu obvodu
Z důvodu efektivity duchovní správy byl vytvořen farní obvod (kolatura) farnosti Ústí nad Labem, jehož součástí je i farnost Čermná, která je tak spravována excurrendo.